# Resistencia de cero ohmios

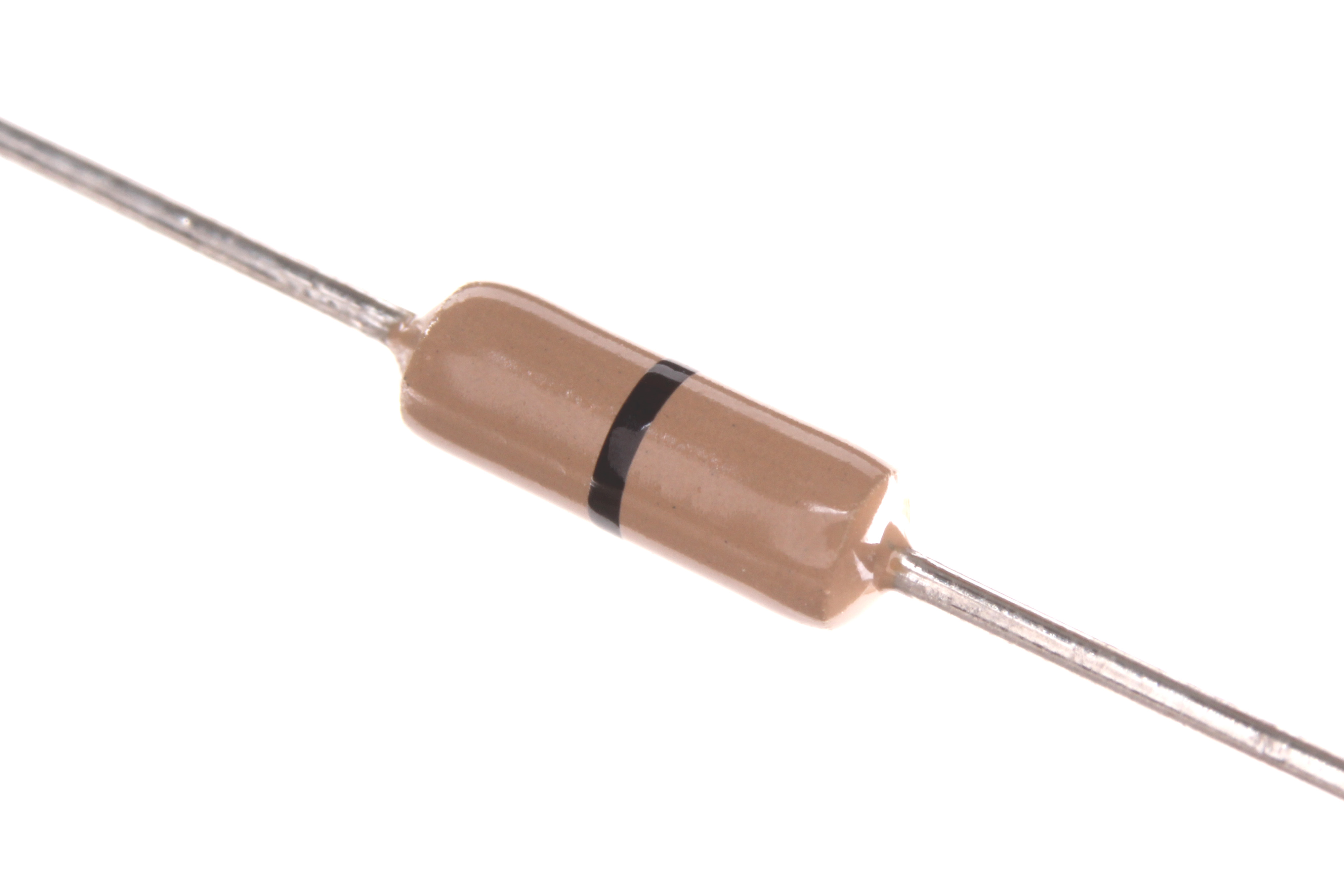
Resistencia de cero ohmios de inserción

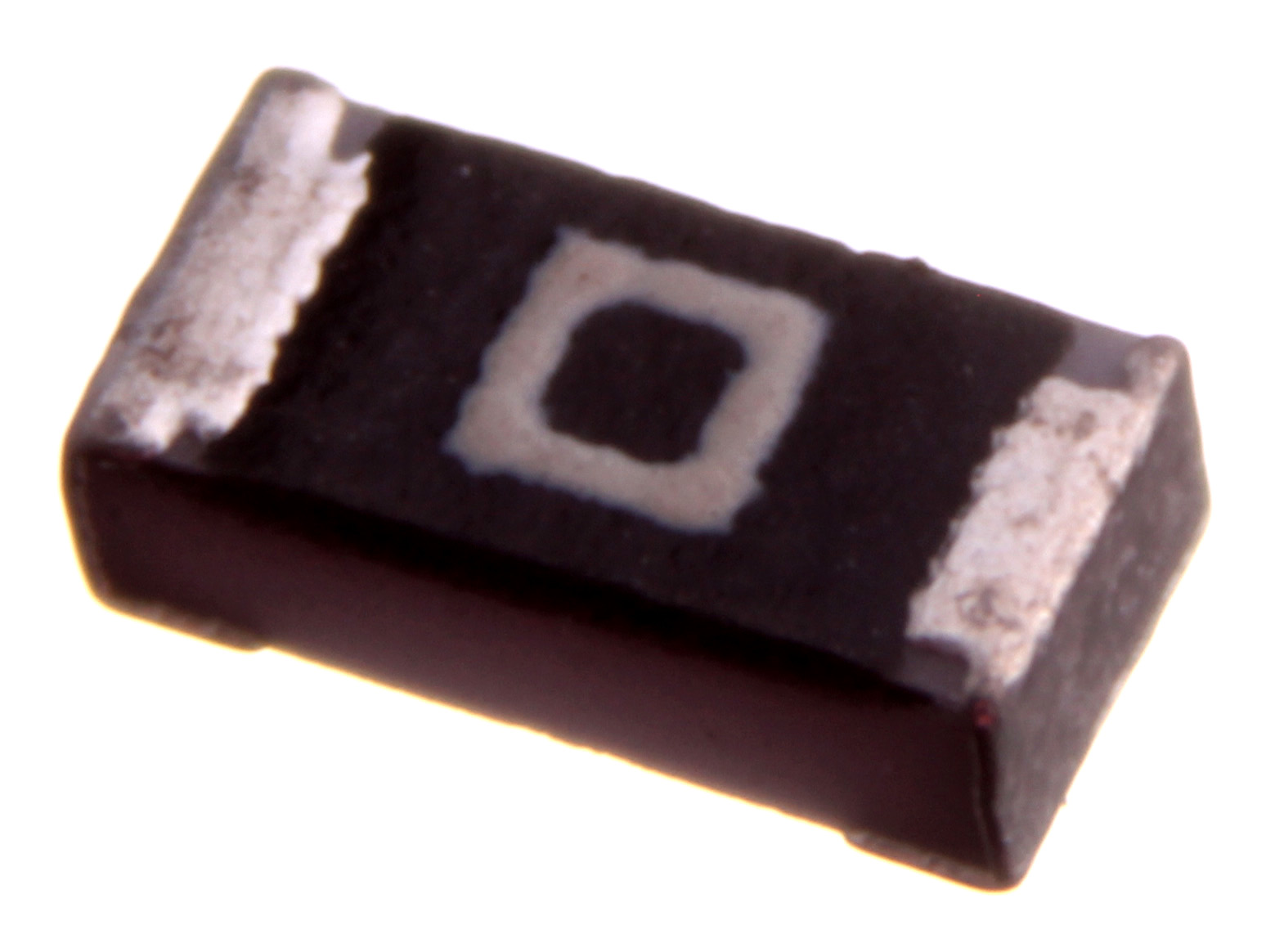
Resistencia de montaje superficial de cero ohmios

Un enlace de cero ohmios o una resistencia de cero ohmios es un cable de unión utilizado para conectar pistas en una placa de circuito impreso que se encapsula en el mismo formato físico que una resistencia.  Este formato permite colocarla en la placa de circuito utilizando el mismo equipo automatizado que se usa para colocar otras resistencias, en lugar de requerir una máquina especializada para instalar un puente u otro cable. Las resistencias de cero ohmios se comercializan con encapsulados de inserción (como resistencias cilíndricas), o como resistencias de montaje en superficial. 
Uno de los usos que tiene es permitir que las pistas en el mismo lado de una PCB se crucen: una pista tiene una resistencia de cero ohmios mientras que la segunda pista pasa por debajo de la resistencia, evitando el contacto con la primera pista. 
El valor de la resistencia es aproximadamente cero, y por ello, solo se especifica un máximo (típicamente 10-50   mΩ). En este caso, indicar un porcentaje de tolerancia no tendría sentido, ya que estaría referido al valor ideal de cero ohmios (que siempre es cero). Por ello, no se especifica. 
Las resistencias de cero ohmios de inserción están generalmente marcadas con una sola banda negra, el símbolo para "0" en el código de colores de las resistencias. Las resistencias de montaje superficial generalmente están marcadas con un solo "0" o "000". 

## Consideraciones de diseño
En la práctica, las resistencias de cero ohmios pueden ser útiles como jumpers de configuración, pero se debe tener especial cuidado con los diseños de PCB que pueden usar resistencias de cero ohmios para seleccionar entre las opciones que requieren mayores corrientes de pista en el diseño.  Para estas situaciones, es una mejor práctica de diseño especificar una resistencia de bajo valor óhmico, como una resistencia de 0.001 ohmios a 0.003 ohmios, en lugar del resistor genérico de "cero ohmios" en el que la resistencia real puede ser mayor y la tolerancia no se da. Las resistencias de bajo valor óhmico se obtienen fácilmente con tolerancias del 5 % o 1 % en una resistencia máxima especificada y se pueden utilizar de manera segura para pasar corrientes mucho más altas. 